# Granville Waiters
Granville Stephen Waiters (Columbus, 8 gennaio 1961 – 23 marzo 2021) è stato un cestista statunitense, professionista nella NBA e in Spagna.

## Carriera
Venne selezionato dai Portland Trail Blazers al secondo giro del Draft NBA 1983 (39ª scelta assoluta).

## Palmarès
- Campionato spagnolo: 1

Barcellona: 1988-89